# Lijst van MSX-spellen
Dit is een lijst van computerspellen voor MSX-computers, een klasse van in de jaren 80 van de 20e eeuw op de markt verkrijgbare onderling compatibele homecomputers van verschillende fabrikanten.

## MSX1
- 3D Knockout
- Ace of Aces
- Adventure Island
- After the War
- Ale Hop!
- Alien 8
- Alien Syndrome
- Aliens
- Altered Beast
- Alpha Blaster
- American Truck
- Animal Wars
- Antarctic Adventure
- Arkanoid
- Army Moves
- Artic Moves
- Astro Marine Corps
- Athletic Land
- Arcticfox
- Army Moves
- Auf Wiedersehen Monty
- Avenger
- Back to the Future
- Bandit Kings of Ancient China
- Bank Panic
- Batman
- Birds Of Orion
- Black Onyx
- Blagger
- Blow Up!
- BMX Simulator
- Bomberman
- Boulder Dash
- Bounder
- Bosconian
- Breakout
- Bubble Bobble
- Budokan: The Martial Spirit
- Buck Rogers
- Camelot
- Can of Worms
- Captain Cosmo
- Cat adventure (ook bekend als Koneko no dai bouken - Chibi-chan ga iku)
- The Castle
- The Castle Excellent (ook bekend als Castlequest)
- Cetus
- Chack'n Pop
- Chess Master
- Chiller
- Choplifter
- ChoroQ
- Chuckie Egg
- Circus Charlie
- City Connection
- Cloud Master
- Comic Bakery
- Cosmic Soldier
- Courageous Perseus
- Dawn Patrol
- Daiva Story IV
- Dam Busters
- Death Valley Gold rush
- Death Wish 3
- Decathlon 1984
- Diamond Mine II
- Dig Dug
- Dragon Slayer
- Dragon Quest
- Dragon Quest II
- Dungeon Adventure
- Dustin
- The Earth Fighter Rayieza
- Eddie Kidd Jump Challenge
- Eggerland Mystery
- Eggerland 2
- Elevator Action
- Elidon
- Elite
- Eric & The Floaters
- Exoide-Z
- F-1 Spirit: The Road To Formula 1
- F-16 Fighting Falcon Simulator
- Falcon Patrol
- Feud (ook bekend als Halloween)
- Flight Deck 1
- Flight Deck 2
- Flight Path 737
- The Flintstones
- Football Manager
- Football Manager World Cup Edition
- Frogger
- Fruity Frank
- Funky Mouse
- Future Knight
- Galaga
- Galaxian
- Gall Force : Defence of Chaos
- Gauntlet
- Ghostbusters
- Youkai Yashiki (ook bekend als Ghost House)
- The Goonies
- Gradius I & II (ook bekend als Nemesis)
- Gofer no Yabō Episode II (ook bekend als Nemesis 3: The Eve of Destruction)
- GP World
- Grog's Revenge
- Guardic
- Gulkave
- Gunfright
- Head over Heels
- H.E.R.O.
- Hopper
- Hunchback
- Hustler
- Hydlide
- Hydlide II
- Hydlide 3
- Hype (batleship)
- Hyper Olympic I (Track and Field)
- Hyper Olympic II (Track and Field II)
- Hyper Rally
- Hyper Shot
- Hyper Sports
- Hyper Sports 2
- Hyper Sports 3
- Hyper Viper
- Iga Ninpou Chou Mangetsujou no Tatakai (ook bekend als Ninja II, Handbook of Iga's technique: the Fight of Full Moon Castle)
- Iga Ninpou Chou (ook bekend als Notebook of Iga's Technique)
- Iligks Episode I - Theseus (ook bekend als Theseus, Iriigasu, Illegus, Iriegas)
- Iligks episode IV (ook bekend als The Maze of Illegus)
- International Karate
- Jack the Nipper 1 & 2
- Jagur
- Jet Set Willy
- Jet Set Willy 2
- Jump Jet
- Keystone Kapers
- King's Knight
- King's Valley
- King's Valley II
- Knight Lore
- Knightmare
- Konami's Baseball
- Konami's Billiards
- Konami's Boxing
- Konami's Golf
- Konami's Ping Pong
- Konami's Soccer
- Konami's Tennis
- Kung-Fu Master
- Le Mans (Electric)
- Le Mans Grand Prix
- La Herancia
- La Abadía del Crimen[1]
- Lazy Jones
- The Legend of Kage
- Lode Runner
- Lot Lot
- Macadam Bumper
- Mad Mix
- Master of the Lamps
- Masters of the Universe
- Magical Tree
- Magical Kid Wiz
- Manic Miner
- Martianoids
- Mayhem (Mr. Micro)
- Metal Gear
- Meteor Swarm
- Molecule Man
- Monkey Academy
- Mopi Ranger
- Mouser
- M.U.L.E.
- Mutant Monty
- The Maze of Galious
- Navy Moves
- Nightshade
- Nemesis
- Nemesis 2
- Nemesis 3
- North Sea Helicopter
- Obliterator
- Ocean Conqueror
- Oh Shit!
- Oil's Well
- Operation Wolf
- Out Run
- Pac-Land
- Pac Man
- Pac Mania
- Parodius: The Octopus Saves the Earth
- Pastfinder
- Penguin Adventure
- Penguin's Egg
- Pentagram
- Pineappelin
- Pippols
- Pitfall 2
- Pooyan
- Puzznic
- Predator
- Predator: Soon the Hunt Will Begin
- Psycho Pigs UXB
- Pyxidis
- Q*Bert
- Rambo
- River Raid
- Return to Eden
- Road Fighter
- RoboCop
- Romancia (Dragon Slayer Jr.)
- Rollerball
- Sailor's Delight[2]
- Satan
- Salamander
- Secret Treasure of Moai
- Shark Hunter
- Skooter
- Sky Jaguar
- Slap Shot
- Snake It
- Snowman
- Sokoban
- Space Shuttle
- Speed Boat
- Spelunker
- Spirits
- Spy vs. Spy
- Starquake
- Star Force
- Starship Simulator
- Star Soldier
- Step Up
- Super Bowl
- Superman: The Man of Steel
- The Stone of Wisdom (oorspronkelijk uitgebracht in Japan als Kenja no ishi)
- Tujad
- Sorcery
- Stormbringer
- Super Cobra
- Super Laydock
- Superman: The Man of Steel
- Survivor
- Survivors
- Teenage Mutant Ninja Turtles
- Thexder
- The Worm in Paradise
- Topografie Nederland
- Topografie Europa
- Topografie Wereld
- Time Pilot
- Tomboy Becky
- Time Bandits
- Topple Zip
- Turmoil
- TwinBee
- Ultra Chess
- Vampire (computerspel)
- Venom Strikes Back
- Void Runner
- War in Middle Earth
- Warroid
- World Games
- Xanadu: Dragon Slayer II
- Xyzolog
- Yab-Yum
- Yami no ryu ou Hades no monshou (ook bekend als Leonidas, Crest of the Dragon King Hades of Darkness)
- Yie Ar Kung-Fu
- Yie Ar Kung-Fu 2
- Yōkai Yashiki
- Zanac
- Zaxxon
- Zenji
- Zoom 909

## MSX2
- 1942
- A-Class Mahjong
- A-Train
- Acrojet
- Akin
- Aleste
- Aleste 2
- Aleste Gaiden
- American Soccer
- Andorogynus
- ARC
- Arctic
- Arkanoid II
- Ash Guine
- Ash Guine Story II
- Ash Guine 3
- Balance of Power
- Blade Lords
- Bubble Bobble
- Burai
- The Castle of Cariostro
- Cheese 2
- The Cockpit
- Columns
- Contra
- Crimson
- Darwin 4078
- Daiva Story 4
- Deep Forest
- Dix
- D' (uitgesproken als "dee-dash")
- Dragon Quest 1
- Dragon Quest 2
- Dragon Slayer IV: DraSle Family
- Dragon Slayer Jr: Romancia
- Dragon Slayer VI: The Legend of Heroes
- Druid
- Dynabyte Bowl
- Eggerland II
- Eidolon
- Erusurid - Elsid
- Europe War
- F15 Strike Eagle [bron?]
- Famicle Parodic
- Famicle Parodic 2
- Family Billiard
- Family Boxing
- Family Stadium
- Fantasy Zone 2
- Feedback
- Fleet Commander 2
- Final Fantasy
- Fireball
- Firehawk: Thexder the Second Contact
- Frantic
- Fray in Magical Adventure
- Gambler Jikichuhinpa 2
- Game Over II
- Ganbare Goemon
- Garakuta
- Garyuuou
- Gall Force: Eternal Story
- Gemfire
- Genghis Kahn
- Girly Block
- Gitahei
- Gorby's Big Pipeline Operation
- Great Gianna Sisters, The
- Great Strategy II
- Gunship
- Hacker
- Hai no Majutsushi
- Halnote
- HardBall!
- Heroes of the Lance
- High School! Kimengumi
- Hino Tori (ook wel Firebird)
- Hole In One Special
- Hydefos
- Hydlide
- Hydlide II: Shine of Darkness
- Hydlide 3: The Space Memories
- Ide Yousuke no Jissen Mahjong
- Ikari
- Inindo Tado Nobunaga
- Inspector Z
- Isin no Arashi
- Jack Nicklaus' Greatest 18 Holes of Major Championship Golf
- Japanese MSX-Write II
- Jiko Chūshinha
- Jiko Chūshinha 2
- Jyansei
- Kenpelen Chess
- Kikikaikai
- King Kong 2: Yomigaeru Densetsu
- King's Valley 2
- Kisei
- Koronis Rift
- Kyotoryu no Tera Satsujin Jiken
- l'Affaire
- L'Affaire Vera Cruz
- Labyrinth
- Laydock
- Lempereur
- Lenam: Sword of Legend
- Mad Rider
- Maison Ikkoku
- Maison Ikkoku Final
- Malaya no Hibou
- Magnar
- Master of Monsters
- Match Maniac
- Metal Gear 2: Solid Snake
- Might and Magic: The Secret of the Inner Sanctum
- Might and Magic II: Gates to Another World
- Mirai - Future
- Mississippi Satsujin Jiken
- Mistery
- Moero! Netto Yakyu'88
- Mon Mon Monster
- Mr. Ghost
- Nekketsu Judo
- Ninja Kun
- Nemesis 3: The Eve of Destruction
- NOSH
- Nyancle Racing
- Ogre
- Operation Europe: Path to Victory 1939-45
- Outrun
- Pac-Mania
- Pachipro Densetsu
- Palamedes
- Penguin Wars II
- Pennant Race II
- Pixess
- Princess Maker
- Predator
- Pro Baseball Fan
- Professional Mahjong Gokuh
- Project A2
- Psy-O-Blade
- Psychic War : Cosmic Soldier 2
- Psycho World
- P.T.O.: Pacific Theater of Operations
- Pumpkin Adventure III 'The hunt for the unknown'
- Puzznic (betere kleuren)
- Puyo Puyo
- Quarth
- Quinpl
- R-Type
- RadX-8
- Replican
- Rastan Saga
- Relics
- Replicart
- The Return of Ishtar
- The Return of Jelda
- Rick & Mick Adventure
- Romancia
- Royal Blood
- Rune Worth
- RuneMaster
- RuneMaster II
- RuneMaster: War among Three Empires
- Sa-Zi-Ri
- Sangokushi 2
- Sangokusi 1
- Scramble Formation
- SD Snatcher
- Seikima II Special
- Shanghai
- Shougi Sinan 2
- The Shrines of Enigma
- Sir yousensen - War of the Dead
- Snatcher
- Sorcerian : Dragon Slayer V
- Space Manbow
- Star Virgin
- Strategic Mars
- Suikoden
- Super Cooks
- Super Daisenryadu
- Super Lode Runner
- Super Rambo Special
- Super Runner
- Teacher's Terror
- Tetris
- The Zoo
- Topple Zip
- The Treasure of Uşas
- Turikichi Sampei Burumarine-Hen
- Turikichi Sampei Turisennin-Hen
- Trojka
- Undeadline
- Ultima Exodus
- Urusei Yatsura
- Valis II
- Victorious Nine 2
- Wizardry
- Vampire Killer (ook wel Akumajō Dracula)
- Woody Poco
- Xak: The Art of Visual Stage
- Xak II: The Rising of the Red Moon
- Xak: The Tower of Gazzel
- Xevious
- Yaksa
- Yuureikun
- Ys I: Ancient Ys Vanished
- Ys II
- Ys III: Wanderers from Ys
- Zanac Excellent
- Zoids
- Zombie Hunter
- Zukkoke Yajikita Onmitsudoutyuu
- ZOO

## MSX2+
- F1 Spirit 3D (Foto's op Screen 12 + scrolling)
- Laydock 2
- Starship Rendezvous (Foto's op Screen 12)
- Dix (Screen 11 en 12)
- Golvelius 2
- Megadoom (Screen 12+ scrolling)
- Nyancle Racing (Screen 12)
- Space Manbow MSX2/2+ (scrolling)
- Quinpl (Puzzelspel op Screen 12)
- Sea sardine side II -MSX Mag- (scrolling)
- Super Cooks (scrolling)
- Twinkle Star (scrolling)
- The Golf (Screen 12)
- Tetris II Special Edition (Foto's op Screen 11)

## MSX Turbo-R
- Clopy
- Fray (een uitbreiding voor de MSX2-versie)
- Illusion City
- Operation Europe: Path to Victory 1939-45
- Ranma 1/2
- Seed of Dragon